# Meriones tristrami
Meriones tristrami је врста глодара из породице мишева и потпородице гербила (лат. Gerbillinae). 

## Распрострањење
Врста је присутна у Азербејџану, Грузији, Ираку, Ирану, Јерменији, Јордану, Либану, Сирији и Турској.

## Станиште
Врста Meriones tristrami има станиште на копну.

## Угроженост
Ова врста није угрожена, и наведена је као последња брига јер има широко распрострањење.

### Популациони тренд
Популација ове врсте је стабилна, судећи по доступним подацима.